# Lucilia campestris
Lucilia campestris är en tvåvingeart som först beskrevs av Jean-Baptiste Robineau-Desvoidy 1863.  Lucilia campestris ingår i släktet Lucilia och familjen spyflugor.
Artens utbredningsområde är Frankrike. Inga underarter finns listade i Catalogue of Life.